# Наро 1
Вижте пояснителната страница за други значения на Наро.
Наро 1 или KSLV („Корейска ракета носител“) е първата ракета носител на Южна Корея. Конструирана е от Корейския изследователски институт по въздухоплаване. Прави първия си полет на 25 август 2009 година. Името на ракетата е сменено на Наро 1, което идва от космическия център, от който се изстрелва ракетата носител — Наро.
Първата степен на Наро 1 е подобна на тази на ракета Ангара и е конструирана от Русия. Втората твърдогоривна степен е построена от Южна Корея. Носителят може да извежда изкуствени спътници с тегло около 100 kg в ниска околоземна орбита (НЗО).
Наро 1 е двустепенна ракета. Има планове за конструиране на ракета KSLV-III и евентуално първо изстрелване през 2017 г. Подобрената версия също ще наподобява Ангара и ще има възможност за извеждане на товар от 1500 kg

## Конструкция на ракетата
Ракетата е двустепенна с възможност да извежда товари в орбита на височина от 100 до 300 km с 38° инклинация. Конструкцията на Наро 1 е базирана на тази на руската Ангара. За първата си степен ракетата използва руски двигател РД-151, който е идентичен с РД-191. Втората степен използва твърдо гориво и е конструирана от Южна Корея. Наро 1 е висока 33 метра и тежи 140 тона. Диаметърът ѝ е почти 3 m.

## История на полетите
Южнокорейското правителство официално одобрява изстрелването на ракетата през юни 2009 г. като очаква Наро 1 да направи страната една от малкото, които могат да изстрелват спътници независимо. Това става на 30 януари 2013 година.
| Полет № | Вариант | Дата на изстрелване | Площадка               | Товар    | Резултат | Забележки                                                                |
| ------- | ------- | ------------------- | ---------------------- | -------- | -------- | ------------------------------------------------------------------------ |
| 1       | Наро 1  | 2009-08-25          | Космически център Наро | STSAT-2A | Провал   | Ракетата не се отделя, товарът не достига орбита                         |
| 2       | Наро 1  | 10 юни 2010         | Космически център Наро | STSAT-2B | Провал   | Загуба на връзка с ракетата 137 секунди след излитането, вероятно взрив. |
| 3       | Наро 1  | 30 януари 2013      | Космически център Наро | STSAT-2C | Успех    | Първи успешен космически полет на Южна Корея                             |